# گروه سی‌ال‌پی

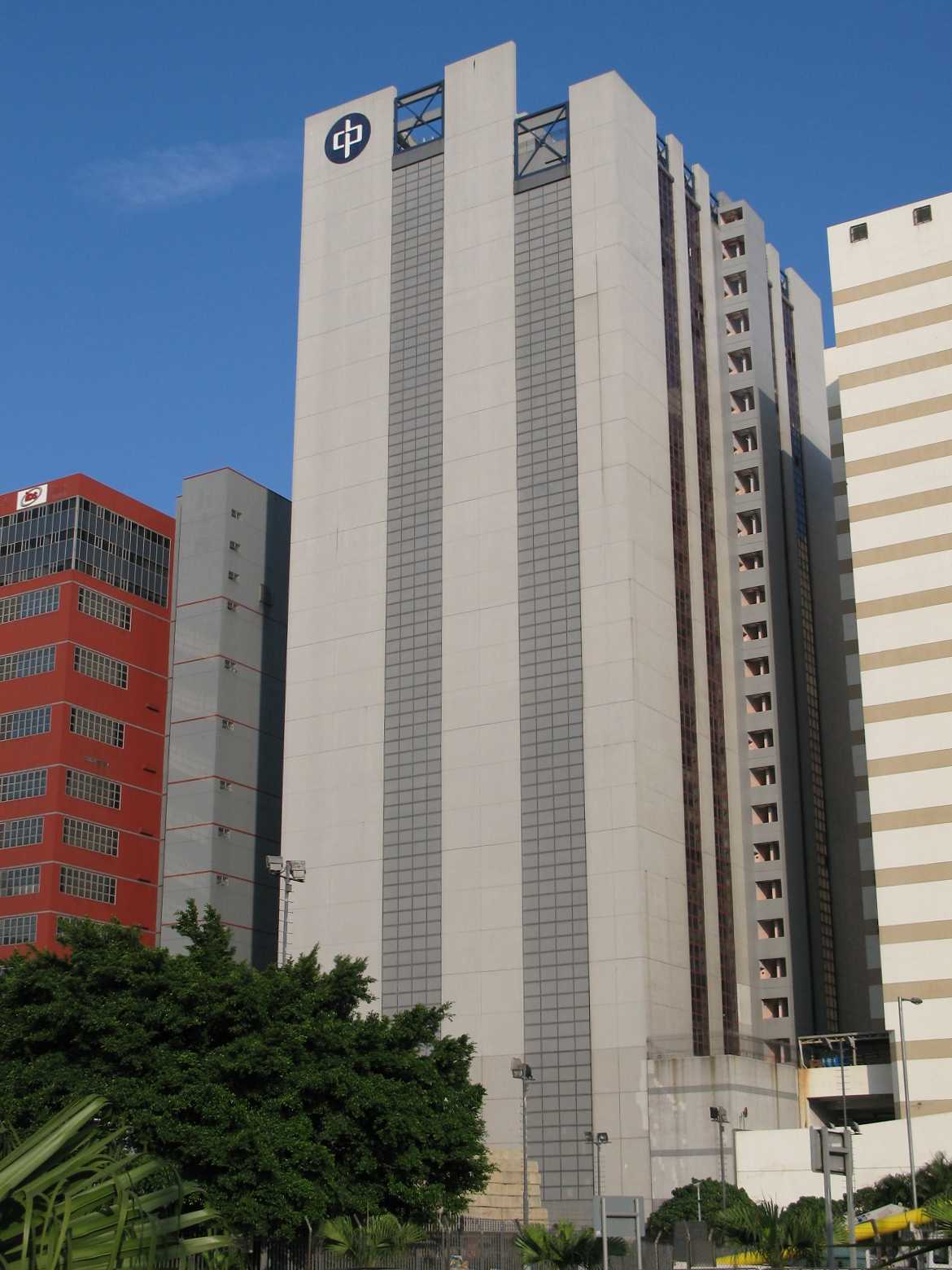
ساختمان مرکزی گروه سی‌ال‌پی

گروه سی‌ال‌پی (به انگلیسی: CLP Group) شرکت هلدینگ برق هنگ کنگی است، که در زمینه تولید و توزیع برق فعالیت می‌کند.
شرکت سی‌ال‌پی در سال ۱۹۰۱ تأسیس شد و نخستین نیروگاه خود را در سال ۱۹۱۹ راه‌اندازی نمود. این شرکت هم‌اکنون دارای ۳ نیروگاه در هنگ کنگ، ۲ نیروگاه سوخت فسیلی در هند، ۳ نیروگاه در چین، یک نیروگاه در تایوان، یک نیروگاه خورشیدی در تایلند، دو نیروگاه سوخت فسیلی در ویتنام و در استرالیا و مالک ۹ نیروگاه برق‌آبی، نیروگاه بادی و نیروگاه گازی می‌باشد.
دفتر مرکزی این شرکت در هنگ کنگ قرار دارد و بخشی از سهام آن در بازارهای بورس اوراق بهادار هنگ کنگ، بورس تایوان و بورس شنژن معامله می‌شود.